# Astri Welhaven Heiberg
Astri Welhaven Heiberg, född 1881 i Oslo, död 1967, var en norsk målare.
Heiberg var dotter till Hjalmar Welhaven och målaren Margrethe Petersen Backer, och fick sin första utbildning hos sin moster Harriet Backer 1902–1907 och senare hos Per Deberitz. Under intryck av Paul Cézanne målade hon nakna kvinnor i landskap, och dessutom interiörer, stadsbilder och rena landskap som Våraften i Asker (1918, Nasjonalmuseet/Nasjonalgalleriet).
Hon intresserade sig tidigt för porträttmålning och blev efterhand en av sin generations mest anlitade. Bland porträtten kan nämnas: kung 
Håkon (Risør rådhus, 1949), kronprinsessan Märtha, (1947), prinsessorna Ragnhild och 
Astrid (Kungliga slottet, Oslo 1935)
samt prins 
Harald och prinsessorna Ragnhild och Astrid
(Kungliga slottet, Oslo 1947).